# Adrian Belew
Adrian Belew (Covington, Kentucky, 1949. december 23. –) amerikai gitáros, énekes, dalszerző. 
 A 70-es évek végén olyan rocklegendák mellett szilárdította meg hírnevét, mint Frank Zappa, David Bowie, de emellett még rengeteg projektben vett részt és zenésszel dolgozott együtt. Példának okáért elég csak megemlíteni Paul Simont, a Nine Inch Nails zenekart, vagy a Talking Heads-et. 1980-ban csatlakozott az újjáalakuló King Crimsonhoz. Robert Fripp személyében megfelelő partnerre lelt, ezt bizonyítja, hogy a King Crimson sokadszori ujjáalakulásaiban mindig részt vesz.

## Stílusa
Szólólemezei a pop és az avantgárd ötletek szokatlan ötvözetei. Sokoldalú zenész, messziről felismerhető, furcsa játékstílussal. Ritmusjátékát általában a tremolókar használatával fokozza. Szólói gyakran szónikus vadulások, szokatlan hangokkal és hangzásokkal, dallam- és harmóniajátéka összetett, főleg a King Crimson dalaiban. Belew sok őrült hangzást használ, gyakran addig hajtva effektjeit és felszerelését, amíg olyan hangokat nem hoz ki belőlük, melyekre még a gyártók sem gondoltak volna: ütközésig kihajtott fuzz torzítást, alig szabályozható kórusos gerjedést, fordított gitárhangeffektet, és egy nagy adag sikító, sivító hangot. Híres arról, hogy autódudálást, sirályrikoltást, elefánttrombitálást és sok egyéb természetes zajt ki tud csiholni hangszeréből, és ezeket beépíti zenéjébe. Lemezre vett ún. guitar as orchestra-darabokat is, ahol a nagyzenekar összes hangszerét a gitár játssza.

## Felszerelés
- Gitárok:

Fender Stratocaster, Parker Fly, Gretch Chet Atkins
- Erősítők:

Két Johnson Millennium 150, két Line6 Vetta, Line6 (2x12) hangfal
- Szintetizátor:

Roland GR30 gitárszintetizátor, Nord Lead III, KORG MS – 2000
- Pedálok:

BOSS CS – 3 kompresszor, Digitech Whammy II, Sans Amp Comptortion

## Diszkográfia
- Lone Rhino (1982)
- Twang Bar King (1983)
- Desire Caught By the Tail (1986)
- Mr. Music Head (1989)
- Young Lions (1990)
- Desire of the Rhino King (1991) – az első három album dalaiból válogatás
- Inner Revolution (1992)
- The Acoustic Adrian Belew (1993)
- Here (1994)
- The Guitar as Orchestra: Experimental Guitar Series, Vol. 1 (1995)
- Op Zop Too Wah (1996)
- Belew Prints: The Acoustic Adrian Belew, Vol. 2 (1998)
- Salad Days (1999)
- Coming Attractions (2000)
- Raven Songs 101 (2004, with Kevin Max)
- Side One (2005)
- Side Two (2005)
- Side Three (2006)
- Side Four (2007)
- e (2009)